# 卡拉赫奧 (夏威夷州)
卡拉赫奧（英語：Kalaheo）是位於美國夏威夷州可愛縣的一個人口普查指定地區。

## 地理
卡拉赫奧的座標為21°55′28″N 159°31′46″W / 21.92444°N 159.52944°W，而該地最高點為海拔高度208米（即682英尺）。

## 人口
根據2010年美國人口普查的數據，卡拉赫奧的面積為9.20平方千米，當中陸地面積為9.10平方千米，而水域面積為0.10平方千米。當地共有人口2223人，而人口密度為每平方千米241.63人。